# Ёбаи
Ночное посещение (яп. 夜這い ёбаи) — японская традиция, широко распространённая в сельской местности с ранних лет периода Эдо (1603) до начала периода Мэйдзи (1868) и соблюдавшаяся в некоторых частях Японии вплоть до середины XX века. Традиция позволяла молодым людям скрытно проникать в дома девушек по ночам и вступать с ними в половую связь с согласия партнёрши и с молчаливого согласия её родителей.

## Описание

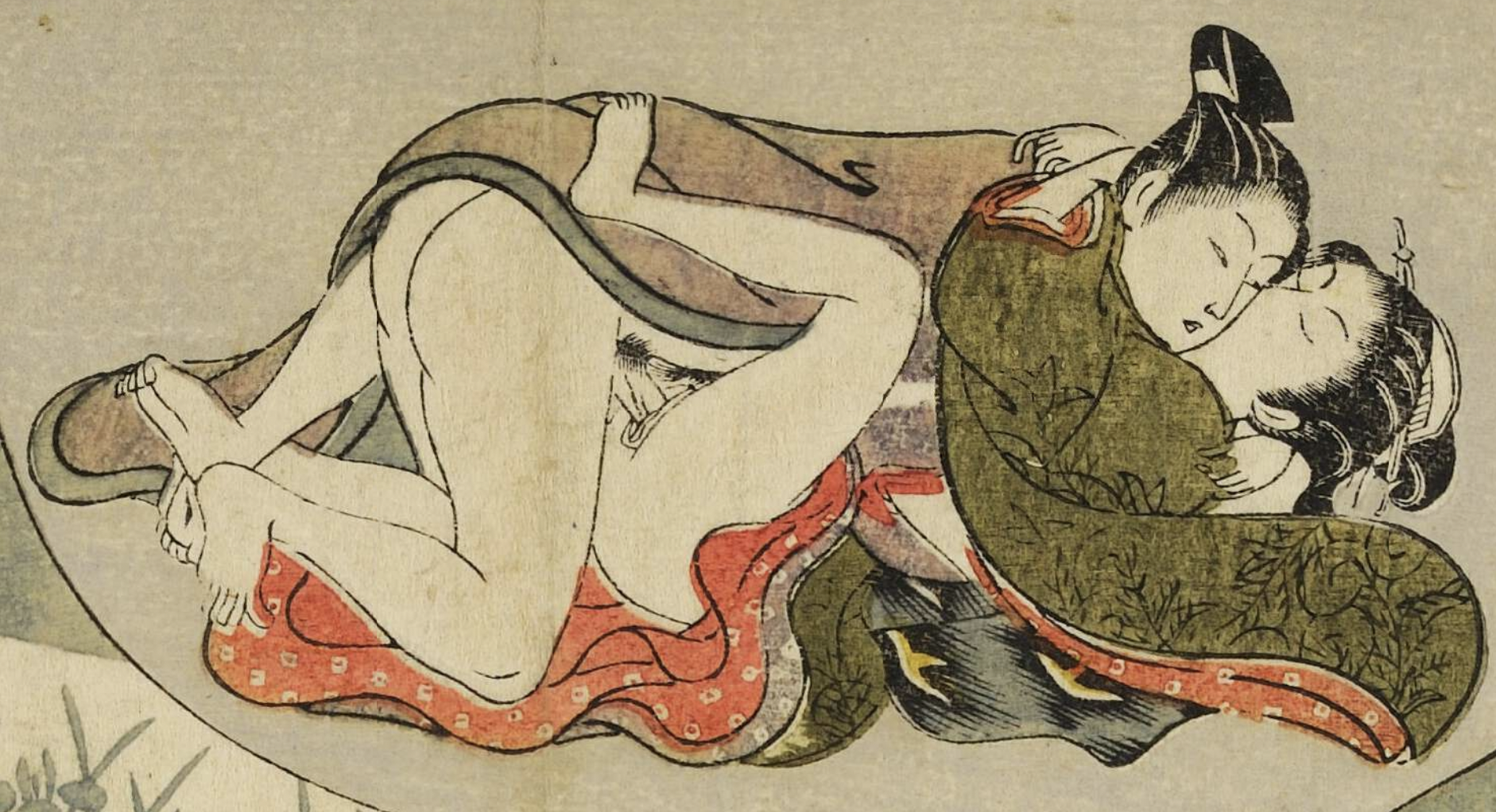
Фрагмент сюнга (ок. 1770 г.), изображающий половой акт молодой пары

«Ночное посещение» в традиционном понимании заключалось в том, что молодые неженатые мужчины могли ночью проникать в дома, где проживали молодые незамужние женщины. Бесшумно пробравшись в покои женщины, раздетый мужчина давал понять о своих намерениях, и если получал согласие, они вступали в половую связь. К утру мужчина должен был уйти. Родители девушки делали вид, что не знают о ночном визитёре, даже если это было не так. Несмотря на поддерживаемую всеми видимость секретности, о встречах, как правило, было известно заранее как её непосредственным участникам, так и родителям женщины, которые оставляли входную дверь открытой и намеренно оставляли девушку в комнате одну. После ночного посещения, закончившегося беременностью партнёрши, от пары требовалось вступить в брак, однако если ребёнок всё же рождался вне брачных уз, то он принимался в семью матери. Официальными родителями в таком случае «назначались» родители матери-одиночки. С учётом того, что до начала периода Мэйдзи у японских простолюдинов даже не было фамилий, личность отца в этих условиях практически не имела значения.
Согласно этнографу Акамацу Кисукэ, традиция «ёбаи» могла отличаться в некоторых деталях в зависимости от региона. Кисукэ разделял «ночные посещения» на три вида: закрытые — в которых девушкам разрешалось принимать молодых людей только из той же самой деревни; открытые — когда девушкам разрешалось принимать жителей других деревень и совершеннолетних проезжих, как женатых, так и холостых; полуоткрытые — являвшие собой различные комбинации из первых двух видов.

## История
С установлением сёгуната Токугава японское общество было сильно бюрократизировано и поделено на социальные классы: самураи, ремесленники, купцы и крестьяне. Местные власти записывали социальный класс каждой семьи в «семейном реестре» (яп. 戸籍 косэки), следили за тем, чтобы дети, рождённые в этой семье, не могли вступить в брак с членом другого социального класса. В связи с этим в Японии, особенно в высших социальных слоях, были широко распространены браки по договорённости. У простолюдинов, напротив, существовала относительная свобода выбора партнёра, и традиция «ночного посещения», после которой молодые люди нередко вступали в брак, рассматривалась родителями девушки как один из способов выдать дочь замуж. Наиболее широко традиция была распространена на юго-западе страны, где патриархальные устои были не столь сильны, в отличие от севера, и понятие моногамного брака было весьма условным.
С падением сёгуната социальные классы были отменены, и для вступления в брак уже не требовалось разрешения властей. Тем не менее значительная часть населения, особенно в сельской местности, продолжала практику браков по договорённости, негласно включавшую традицию «ночных посещений». Однако государственная политика единобрачия изменила общественное отношение к «ёбаи» с позитивного или нейтрального на негативное, и «ночные посещения» стали осуждаться как аморальные. По мере индустриализации страны традиция ещё сохранялась в сельских и горных районах страны вплоть до середины XX века, но в итоге уступила романтическим свиданиям в «отелях для влюблённых», банях и на курортах.